# Közönséges óriáskígyó

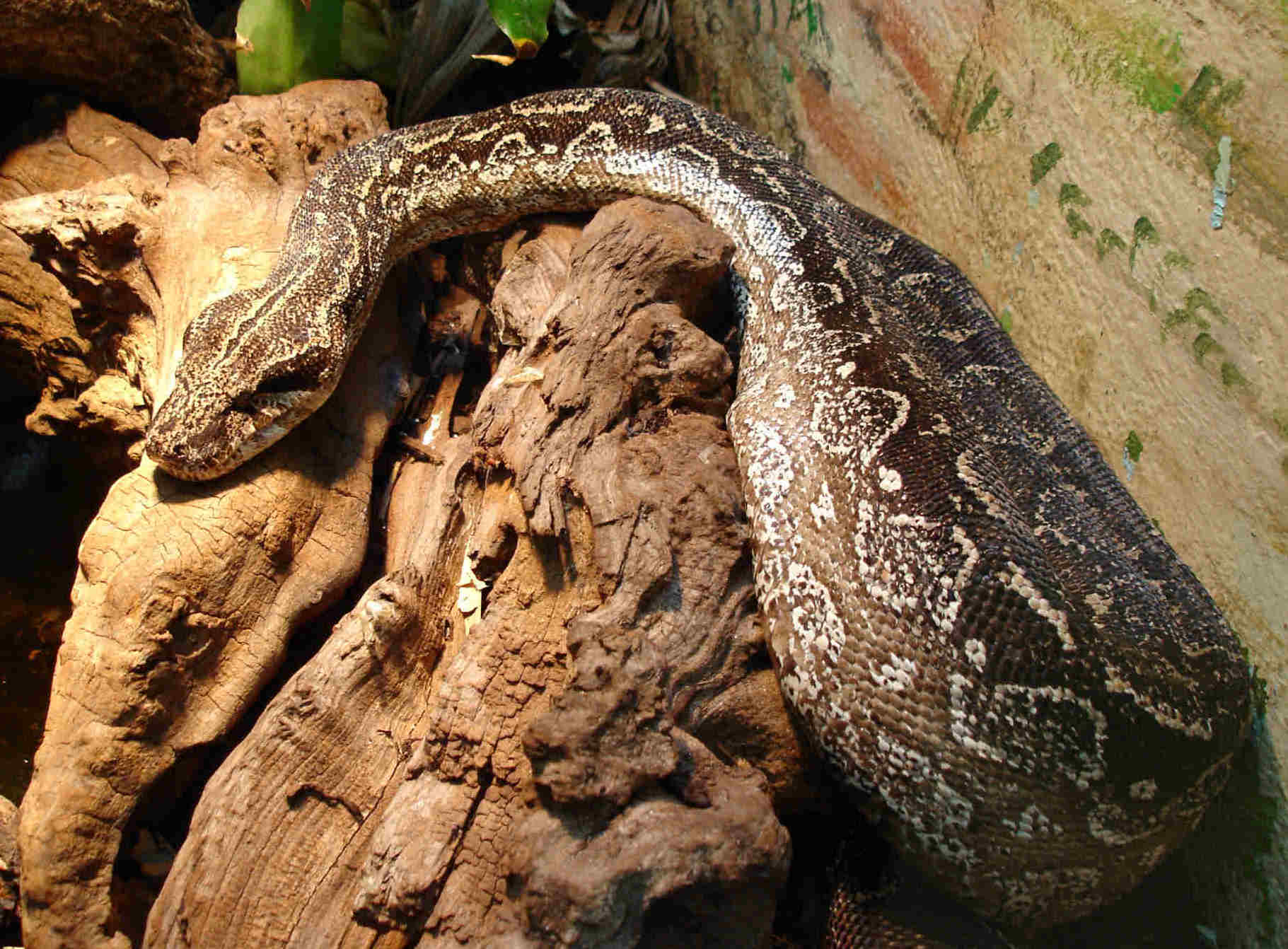
Argentin boa (Boa constrictor occidentalis)

A közönséges óriáskígyó, más néven bálványkígyó, vörösfarkú boa vagy bálványboa (Boa constrictor) a kígyók alrendjébe és az óriáskígyófélék (Boidae) családjába tartozó szárazföldi kígyófaj. A legismertebb és legelterjedtebb óriáskígyófaj, nem csak természetes élőhelyén, hanem hobbiállatként is. A Boa kígyónem típusfaja.

## Előfordulása
A közönséges óriáskígyó az Újvilág trópusi részének legismertebb óriáskígyója, Közép-Amerikától Észak-Argentína területéig élnek populációi. Azonban az elterjedése nem folytonos, vannak területek, ahonnan hiányzik, míg a szomszédos térségekben megtalálhatók. A hatalmas elterjedési területből következik, hogy változatos élőhelyeken él a száraz pampáktól a sűrű trópusi esőerdőkig, viszont a víz közelsége fontos feltétel. Tipikus élőhelye a bozótos vízpart. A tengerszint feletti 1000 méteres magasságig hatol fel. Sokszor közepes termetű emlősök üregeibe bújva rejtőzik el a többi ragadozó elől.

## Alfajai
Hatalmas elterjedési területén több alfaja is kialakult, amelyek több szempontból is különböznek egymástól. Sokáig kérdéses volt az is, hogy egy fajba tartoznak-e a különböző változatok, az alfajok pontos száma ma is vita tárgya. Az alfajokon belül számos további szín- és mintavariációja ismert.
- Boa constrictor constricor: vörösfarkú boa Brazília, Kolumbia, Guyana, Venezuela, Peru, Trinidad és Tobago. A legnagyobb méretű és egyben legszínpompásabb alfaj. A fiatalok általában világosabb színűek, majd felnőtté válva sötétebbek lesznek.
- Boa constrictor auspex: Dél-Amerika északi területei
- Boa constrictor diviniloquus: Peru
- Boa constrictor formosissimus: Dél-Amerika északi területei
- Boa constrictor rex-serpentum: Dél-Amerika északi területei
- Boa constrictor amarali: Amaral boa, Dél-Brazília, Bolívia, Paraguay. Változatos megjelenésű, kis méretű alfaj. A farki része rövidebbnek tűnik, ezért kurtafarkúnak is nevezik.
- Boa constrictor imperator: Császárboa, Közép-Amerika, Kolumbia, Karib-tenger szigetei. Kisebb termetű, de heves vérmérsékletű alfaj.
- Boa constrictor mexicana: Mexikó
- Boa constrictor sigma: Sigma-boa,  Mexikó
- Boa constrictor isthmica: Panama és Kolumbia
- Boa constrictor diviniloquax var. mexicana: Mexikó
- Boa constrictor eques: Peru
- Boa constrictor longicauda: tumbesi boa, Peru. Elképzelhető, hogy az B.c. ortonii változata, nem önálló alfaj. Mint neve is mutatja, hosszú a farki része. A mérete kisebb a törzsalakénál, a színe idősebb korában szép kontrasztos.
- Boa constrictor melanogaster: ecuadori feketehasú boa, Ecuador. Az alfajként való elkülönítése még kérdéses, feltehetően a B.c. constrictor változata. Jellegzetessége a sötét alapszín, a fekete színű nyeregminta.
- Boa constrictor nebulosa: ködfoltos boa: Dominika szigete. Annyira eltér a törzsalaktól, hogy többen külön fajnak tartják. Sötét színű, a nyeregmintázata elmosódott. Viszonylag kis méretűek.
- Boa constrictor occidentalis: argentin boa, Bolívia, Paraguay és Argentína. A felnőttek alapszíne sötét. Nagy méretű, akár 3 méteresek is lehetnek. A két évszakos szavanna élőhelyhez alkalmazkodott. Veszélyeztetett.
- Boa constrictor orophias: Szent Lucia szigeti boa, Szent Lucia. A szigeten elszigetelten élő boákat sokan külön fajnak tartják. Sötét, barna színű kígyók, az idősebbek sötétszürkékké válnak. Viszonylag kis méretű.
- Boa constrictor ortonii: Orton-boa, Peru. Közepes méretű, szürkés, világosbarna színű alfaj. A hegyvidéki életmódhoz alkalmazkodott, akár 10 °C alatti éjszakai hőmérsékletet is képes átvészelni.
- Boa constrictor sabogae: Pearl-szigeti boa, Panama nyugati része (Perlas, Taboga és Tabogilla szigetek). Világos színű (hypomelanisztikus), kis méretű alfaj. Veszélyeztetett.

## Megjelenése

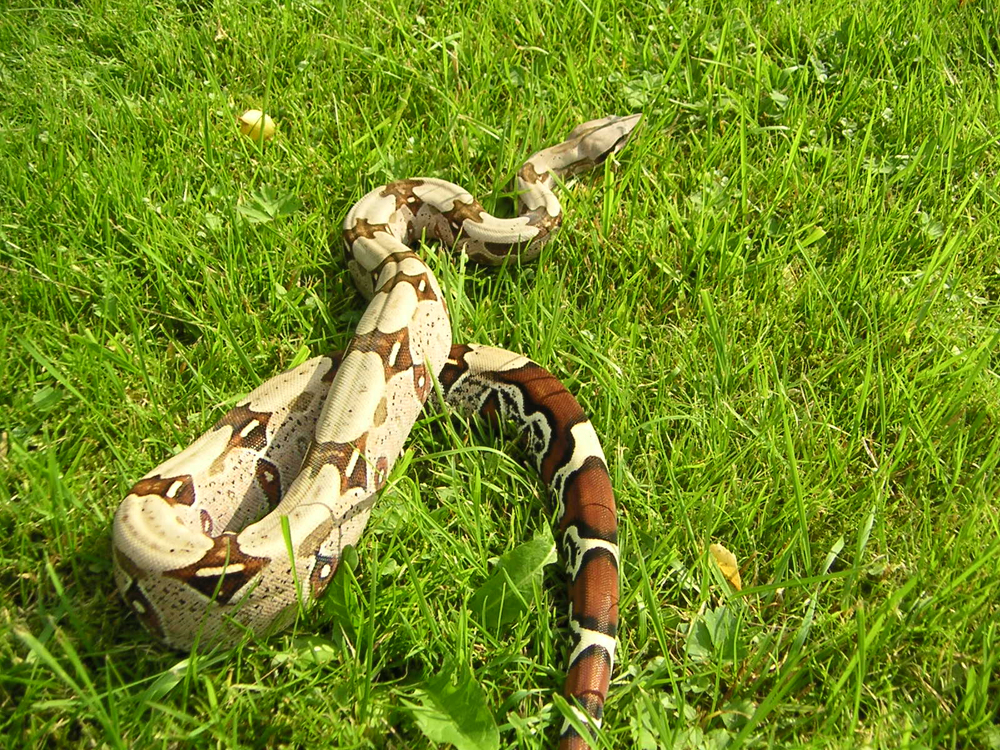
Boa constrictor constrictor

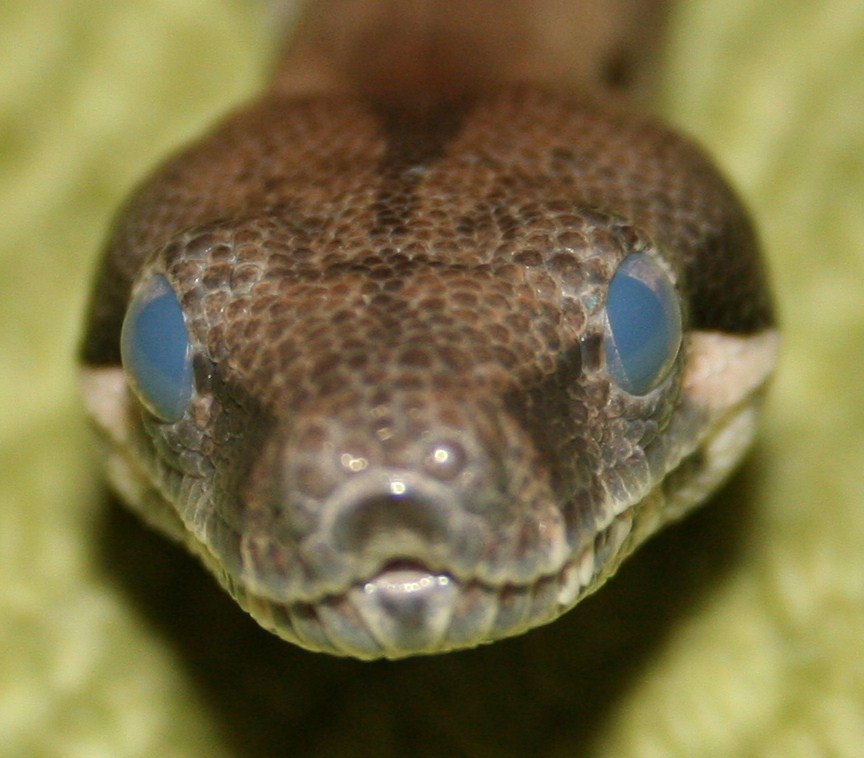
fiatal vedlő nőstény boa

A faj egyedei változatos megjelenésűek, az alfajok között nagyok a különbségek. Közepes termetű kígyó, felnőtt egyedei átlagosan 0,9-4 méteresek. A legkisebb alfaj a Boa c. imperator, a legnagyobb alfaj a Boa c. constrictor. A rekordot egy trinidadi 5,6 méter hosszú példány tartotta, míg ki nem derítették, hogy valójában egy zöld anakonda (Eunectes murinus). Ezzel egy új rekord vált hitelessé, 4,3 méter. A hímek általában 30–40 cm-rel rövidebbek, mint a nőstények. Sok nőstény még 3 méternél is hosszabb, különösen, ha fogságban nőtt fel. A hímek farka aránylag hosszabb, mivel ez tartalmazza a hemipéniszt, és csökevényes hátsó lábai is megfigyelhetők, amelyek a nőstény megragadására valók párzás közben.
Erős izomzata miatt viszonylag nehéz, a nőstények testsúlya általában 10–15 kg. Néhány példány akár még a 27–45 kg-ot is eléri. A testméret nemcsak az alfajtól és a helytől, hanem a rendelkezésre álló zsákmánytól is függ. A különösen kicsi Cayos Cochinos szigeti B. c. imperator a szigeti törpeség egy példája.
A közönséges óriáskígyó színezete is változatos. Alfajtól és színváltozattól függően alapszíne lehet fehér, vörös, szürke, barna vagy fekete. A legtöbb színváltozata a Boa c. imperatornak van. Hátukon sötét, többnyire barna vagy vörösesbarna nyeregmintás foltokat viselnek, amelyek formája és mérete is változatos. A farok felé haladva a nyeregminta kifejezettebbé válik. Az egyedek színükkel képesek a hőmérséklethez igazodni, így az árnyékban több árnyalattal sötétebb lehet, mint a napon. Ez a színezet kiváló álca a természetes élőhelyükön.
A természetben ritkák az albínók, de fogságban külön tenyésztik őket, újabb színváltozatokat hozva létre. Nyílhegy alakú fején sötét csíkok láthatók. Az egyik csík a fejtetőn fut végig, a többi a szemen át. Ajkukkal érzékelik a hőt, habár a család több tagjától eltérően nincsenek gödröcskék ezeknek az érzéksejteknek. Két tüdőfelük közül a bal csökevényes, a jobb nagy és a hosszúkás testformához igazodott.

## Életmódja
A fákon és a talajfelszínen egyaránt ügyesen mozog,miközben bordáit használja.Kiválóan úszik, de csak ritkán megy be a vízbe. Fák üregében, sziklák hasadékában, gyökerek között búvik meg, ahol több egyed is tartózkodik egyidejűleg, négyes-ötös csoportokat alkotva. Napközben csak alkalmanként jön elő napfürdőzni. A fiatalok fák koronájában élnek, de ahogy növekszenek, egyre lejjebb költöznek, míg végül talajlakóvá válnak.  Vannak alfajok, például a Boa c. orophias, amelyek egyedei még felnőve is a fán maradnak. Viszonylag keveset mozognak; egy szondával felszerelt boa 12 nap alatt mindössze 135 métert tett meg.

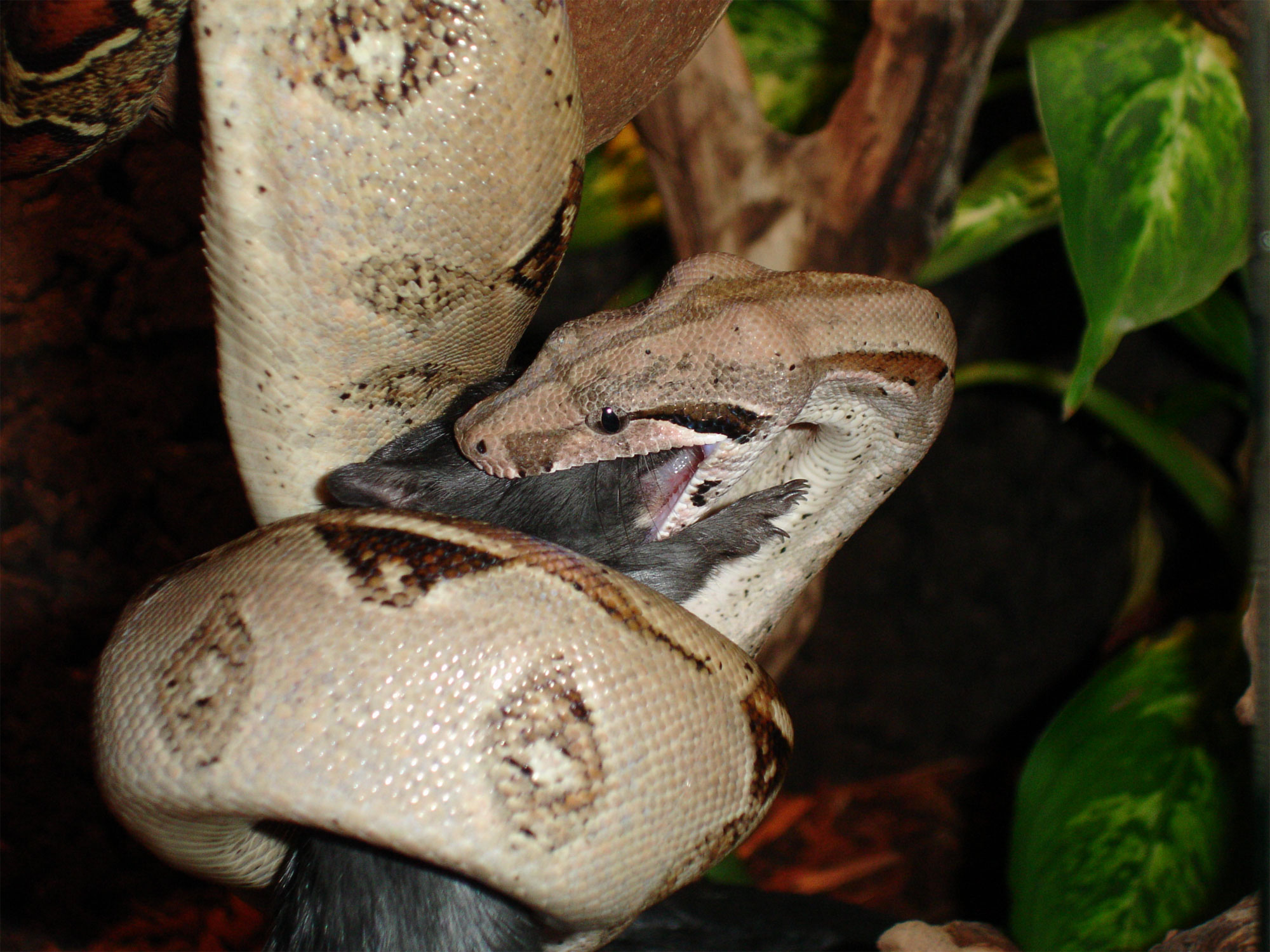
A boa körülfon egy kisemlőst

A kifejlett példányok este aktívak. Kisebb és közepes nagyságú emlősökkel, madarakkal, gyíkokkal, sőt, kisebb kajmánokkal is táplálkoznak, zsákmányszerzés céljából a fákra is felkúsznak. Inkább az emlősöket és a madarakat kedvelik. Egyes jelentések szerint ocelotot és nagy gyíkokat is elfogyasztottak. Kétféleképpen is vadásznak: vagy lesből támadnak, vagy a zsákmány szagnyomát követik. Ha elég közel kerül hozzá, akkor ráveti magát. Áldozatát nem roppantja össze, hanem megfojtja. A zsákmány minden kilégzésekor összébb húzza magát. Ez a folyamat akár negyedórán át is eltarthat, ami nagy megerőltetés a kígyó számára. 
Amikor már nem érzi a zsákmány szívverését, akkor kiengedi magát. Fogazatuk segít egészben lenyelni a zsákmányt. Az emésztés 4-6 napot vesz igénybe a táplálék méretétől és a hőmérséklettől függően. Lassú anyagcseréje miatt a kígyó két étkezése között több hét is eltelhet. A fiatal boák a farkukat csaliként is használják, így fognak egereket, madarakat, denevéreket, gyíkokat és kétéltűeket. Ahogy növekszenek, úgy térnek át egyre nagyobb zsákmányra.

## Szaporodása
Álelevenszülők, a szaporodási időszak a helyi környezeti sajátosságoknak megfelelően területenként eltérő hónapokra esik, de jellemzően a száraz évszakban van. Ekkor a kifejlett nőstények fele hajlandó párzani. A túl gyenge, vagy rossz fizikai állapotú nőstények amúgy is képtelenek lennének életképes utódokat szülni. 2010-ben bizonyították a szűznemzést a boáknál. Keveset tudunk a vadon élő óriáskígyók szaporodásáról, ezért ismereteink leginkább a fogságban élő példányoktól származnak. A tenyésztők a párzási hajlandóság növelésére először 6-8 hétig 22 Celsius-fokra csökkentik a hőmérsékletet, valamint a nappali világítás időtartamának hosszát; ezenkívül megvonják a táplálékot az állatoktól. Mihelyt visszaáll a normális helyzet, a kígyók rövidesen párzani kezdenek. A nőstény feromont bocsát ki, aminek szagára köré gyűlnek a közelben tartózkodó hímek. Ha több hím keresi fel egyszerre a nőstényt, akkor előbb megküzdenek egymással a párosodás jogáért. Párzáskor a hím elkorcsosult hátsó lábával megkarmolja a nőstényt, mire az felemeli a farkát, hogy a hím hemipéniszével behatolhasson. Egy párzás órákon át tarthat, a nőstény akár egy hétig többször is pározhat ugyanazzal a hímmel,  és a feromon hetekig csalogatja a hímeket, így a nőstény több hímmel is pározhat. A hímek is rendszerint nem csak egy nőstényt keresnek fel.
A nőstény akár egy évig is tárolhatja a spermát a tulajdonképpeni megtermékenyítés előtt. Ekkor testének középső része megdagad, mintha egy nagy állatot nyelt volna le. Ezután két-három héttel vedlik, ami újabb két-három hétig tart, így hosszabb, mint egy normáléis vedlés. A vemhesség 6-8 hónapig tart, az utódok számától és a hőmérséklettől függően. A szülés többnyire az esős évszak elején megy végbe. A 10-65 kis boa 35-50 centiméteres hosszal látja meg a napvilágot. Egyszerre átlagosan 25 utód születik. Születésükkor vékony tojáshártya borítja őket. Nem ritkák a halva születések. Az anya a szülés alatt és utána is védelmezi utódait, és megfigyelték már azt is, hogy farkával felszakította a tojáshártyákat. A korán önállóságra kényszerülő kicsik 1-3 hetes korukban, az első vedlésük után esznek először. A fiatalok ivaréretté 3-4 éves korukban válnak, miután elérték felnőttkori méretüket. Még ezután is növekednek, igaz, az eddiginél lassabban. Ekkortól kezdve 2-4 havonta vedlenek. Terráriumi körülmények között akár 20-30 évig is élhetnek.
|  |  |  |  |

## A kultúrában
Mexikó lakói az istenek küldötteiként tekintettek rájuk. Mozgásukból, sziszegésükből jósoltak.  Amazónia népei úgy vélték, hogy az óriáskígyók, mint a közönséges óriáskígyó és az anakonda a maniókaültetvényeken dolgozó nőket megtermékenyítve szaporodnak. Ha egy gyermekágyas anya halt meg, akkor a halál okaként ezt az erőszaktevést jelölték meg.
Az inkák ezeket az óriáskígyókat azonosították Amaro nevű kétfejű kígyó istenükkel, akit pusztító ereje miatt féltek. Habár ezek nem fordulnak elő az inkák lakhelyén, Pachakutiq Yupanki inka császár az alávetett népektől adóként beszedett kígyókat Cuscoban egy kígyóverembe gyűjtette. Elítélteket és hadifoglyokat dobtak be nekik; amelyikük három napot túlélt, az elmehetett. A közönséges óriáskígyó mintázata gyakori díszítőmotívum a gyarmati korszak előtti kerámiákon. Különösen gyakoriak ezek az elnéptelenedett panamai Sitio Conte városának termékein; ebből a közönséges óriáskígyó fontosságára következtettek a Gran Coclé kultúrában.
A közönséges óriáskígyó hasznosságát korán felismerték a gyarmatosítók. A rabszolgák nappal ládában tartották a kígyókat, és éjszakára kiengedték őket, hogy rágcsálókra vadásszanak. Egyes területeken még ma is használják a leismaniaziszt terjesztő oposszumok  és a rágcsálók gyérítésére. Európában és Észak-Amerikában a vándorcirkuszok állandó látványosságává vált, ahol takarókkal és melegvizes palackokkal igyekeztek életben tartani.  A népi gyógyászat is felhasználta, így Dominika szigetén máig kapható boa-olaj, amelyet megfőzött közönséges óriáskígyóból nyernek, és a legkülönbözőbb betegségeken hivatott segíteni.
Antoine de Saint-Exupéry A kis herceg című regénye 1. fejezetének 1. bekezdésétől szerepel ez az állat.
|  | „Lorsque j'avais six ans j'ai vu, une fois, une magnifique image, dans un livre sur la Forêt Vierge qui s'appelait"Histoires Vécues". Ça représentait un serpent boa qui avalait un fauve. Voilà la copie du dessin. ” |
|  | |

A hobbiállattartás mellett húsáért és bőréért is vadásszák, és gyakori látvány a helyi piacokon. Bőréből cipőt, zsákokat és más ruházati cikkeket készítenek.

## Fajmegőrzés
Ma a közönséges óriáskígyót inkább terráriumi, mint haszonállatként tartják. A Cayos Cochinos szigetekről 1979 és 1986 között annyit vittek ki, hogy csak még ivaréretlen példányok maradtak. 1993-ban Honduras kormánya természetvédelmi területté nyilvánította Cayos Cochinost, így onnan már nem visznek ki kígyókat. Más helyekre az ember hurcolta be, így megtelepedett Aruba szigetén, ahol invazív fajnak tekintik.
Bár nincs a Vörös Listán, a CITES hatálya alá tartozik. Legtöbb alfaját a CITES II. függeléke sorolja fel, kivéve a B.c.occidentalist, ami a CITES I. függelékében szerepel. Egyes területeken megritkult a vadászat miatt, amelynek célja a befogás és a bőr hasznosítása. Ez azonban nem fenyegeti közvetlenül a legtöbb populációját, ezért kerültek a II. függelékbe. Floridában invazív fajként tartják számon.

## Hobbiállatként való tartása
Népszerű egzotikus állat. Egy részüket még vadon fogják be, bár legtöbbjük ma már fogságban született. 1977 és 1983 között még 113 ezer közönséges óriáskígyót importáltak az Amerikai Egyesült Államokba. Ez súlyosan érintette a vadon élő populációkat.
Terraristák körében elterjedt faj, szinte valamennyi magyar állatkertben is látható. Korától és méretétől függően táplálható egérrel, patkánnyal, nyúllal és csirkével. Várható élettartama 20-30 év, de akár 40 évet is megérhet megfelelő tartási körülmények között. Az emberhez való szoktatás érdekében rendszeresen kézbe kell venni. A nagyobb példányokat erejük miatt egyszerre két embernek kell kézbe vennie. A kígyókat nem szabad kézbe venni az etetést követő 48 órában a visszaöklendezés kockázata miatt, és ez nem tanácsos a vedlés alatt sem.

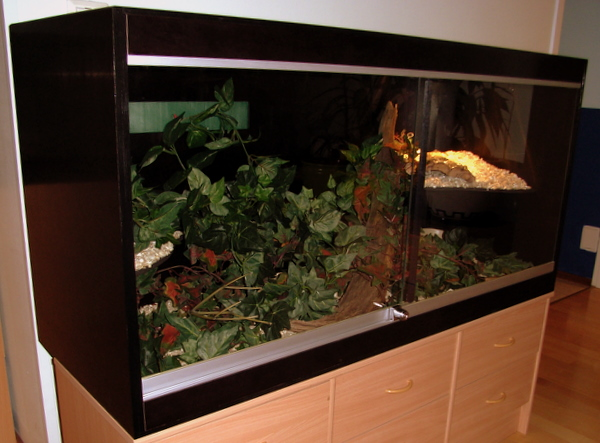
Terrárium

A közönséges óriáskígyók a legelterjedtebb terráriumi hobbiállatok közé tartoznak, és gyakori látványosságok az állatkertekben. Bár viszonylag könnyen megszokják az embert, és többnyire kevésbé agresszívek, mint más óriáskígyók, nem árt az óvatosság velük. Viszonylag olcsón meg lehet vásárolni egy fiatal egyedet, de ilyenkor gondolni kell arra, hogy akár 3 méteresre is megnőhet. A méretének megfelelő, de mindenképpen tágas terráriumban kell tartani. A fiatalok még tarthatók kisebb terráriumokban, de ahogy nőnek, úgy egyre nagyobb térre lesz szükségük. A legtöbb kifejlett közönséges óriáskígyónak megfelel a 180 cm × 90 cm × 60 cm-es méret, de a nagy egyedeknek ennél is nagyobb helyre van szükségük. Általában, a legkisebb él hosszának el kell érnie a kígyó hosszának a kétharmadát. Nem ajánlják az akváriumszerű üveg terráriumokat, mert nem tartják a hőmérsékletet és a páratartalmat. Egy terráriumban rendszerint egy kígyót tartanak, habár nőstények tarthatók együtt. A hímek összeverekednek, ezért nem tarthatók együtt.
A terrárium két vége között hőmérsékletkülönbséget kell fenntartani, a hideg végen 27–29 °C-ot, a meleg végen 30–33 °C-ot. Este a hőmérséklet pár fokkal alacsonyabb lehet, de nem mehet 24 °C alá vagy 35 °C fölé. Az alacsonyabb hőmérséklet több betegséget is okozhat, az étvágytalanságtól a tüdőgyulladásig; a magas hőmérséklettől a kígyó leéghet. Az összes hőforrást szabályozni kell, és termosztáttal biztosítani a megfelelő hőfokot. A páratartalmat is megfelelően kell beállítani. Általában 50% megfelel, de vedlés alatt 70%-nak kell lennie. Azonban ezt nem szabad egy hétnél tovább fenntartani a fertőzésveszély miatt. A közönséges óriáskígyó minden nap 12 óra világosságot és 12 óra sötétséget igényel a természetes élőhelyének megfelelően. Napfény és lámpafény is megfelel neki.

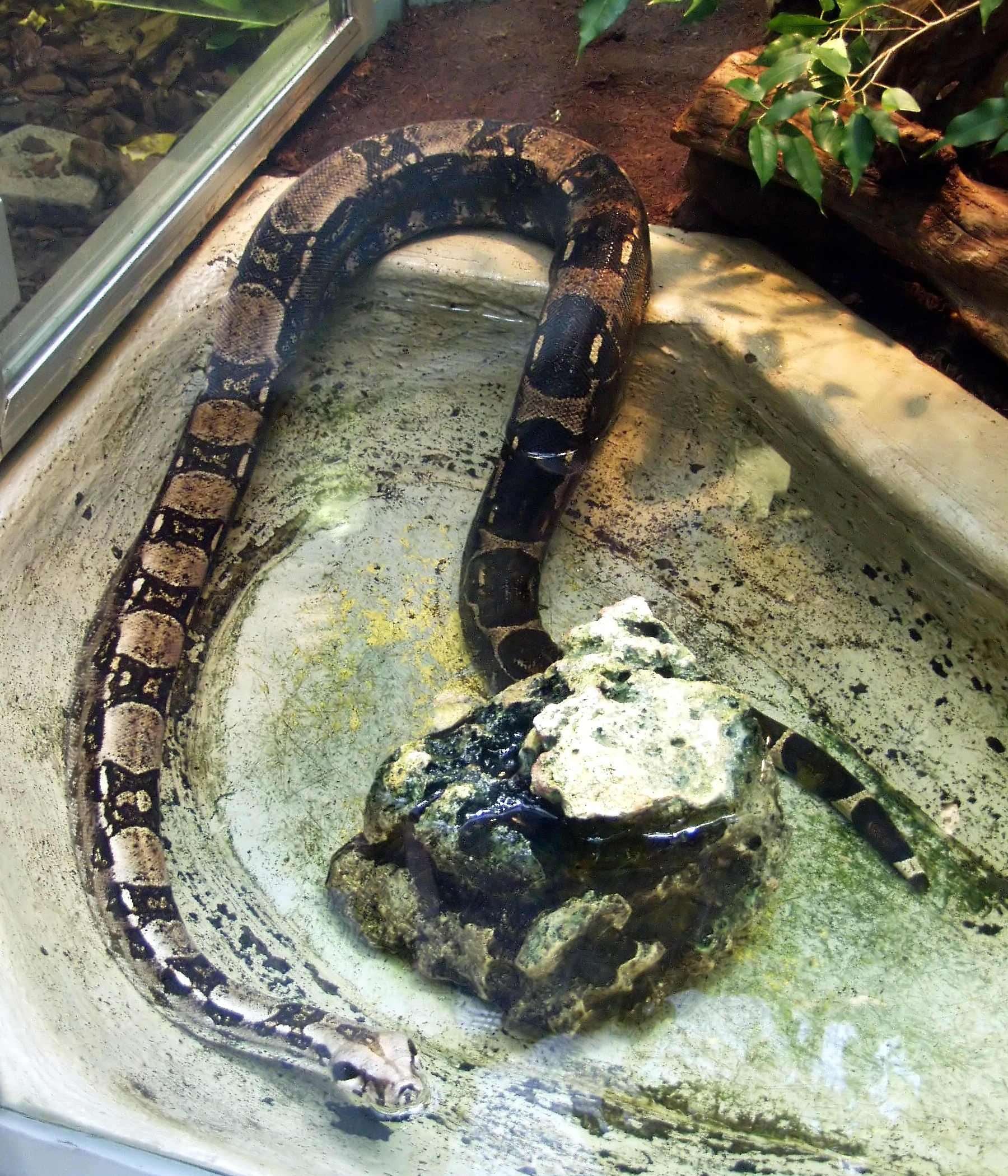
Egy boa constrictor terráriumban egy nagy vizesedényben

Az aljzat lehet újságpapír vagy fakéreg. Kerülni kell a kezeletlen fenyő- és a cédruskérget, mivel olajtartalmuk mérgező a kígyó számára. Az egyik párásító edénynek elég nagynak kell lennie ahhoz, hogy a kígyó megmártózzon benne. Legalább két búvóhelyet kell kialakítani, egyet a hideg és egyet a meleg végen. Ezek bármiből lehetnek, műanyag és fadobozok is megfelelnek. Ezek segítenek abban, hogy a kígyó biztonságban érezze magát. A stressz étvágytalansághoz vezethet. Mindenképpen biztosítani szükséges vizet és mászási lehetőségeket, polcokat, rögzített fadarabokat is. A természetet utánzó dekoráció nem lényeges.
A fiatal boák kezdetben kisebb vagy közepes egereket ehetnek. Ahogy nőnek, úgy kaphatnak egyre nagyobb egereket, majd patkányokat. Ez a legtöbb kígyónak egész életében megfelel, de a legnagyobbak már nyulat, tengerimalacot vagy csirkét igényelnek. A kígyók viszonylag nagy prédát is képesek lenyelni állkapcsuk szerkezete miatt. A fiatalok hetente, a kifejlett egyedek havonta etethetők. A túl- vagy alultápláltságnak egészségügyi következményei vannak, amelyek megrövidítik az életet. A vedlés ideje alatt a kígyók nem táplálkoznak, mivel ez számukra stresszt jelent, így ekkor nem szabad őket etetni. A vizet naponta vagy kétnaponta cserélni kell.

## Fordítás
- Ez a szócikk részben vagy egészben  az   Abgottschlange című német Wikipédia-szócikk fordításán alapul.  Az eredeti cikk szerkesztőit annak laptörténete sorolja fel. Ez a jelzés csupán a megfogalmazás eredetét és a szerzői jogokat jelzi, nem szolgál a cikkben szereplő információk forrásmegjelöléseként.
- Ez a szócikk részben vagy egészben  a   Boa constrictor című angol Wikipédia-szócikk fordításán alapul.  Az eredeti cikk szerkesztőit annak laptörténete sorolja fel. Ez a jelzés csupán a megfogalmazás eredetét és a szerzői jogokat jelzi, nem szolgál a cikkben szereplő információk forrásmegjelöléseként.